# Fifflaren
Fifflaren (engelska: The Hustler) är en amerikansk dramafilm från 1961, i regi av Robert Rossen. I huvudrollerna ses Paul Newman Jackie Gleason, Piper Laurie och George C. Scott. Filmen är baserad på romanen The Hustler av Walter Tevis. Filmen vann två Oscar och nominerades till ännu fler.

## Handling
Biljardspelaren och svindlaren Eddie Felson (Paul Newman) har en önskan att slå landets bästa spelare, den legendariske "Minnesota Fats" (Jackie Gleason). Efter att åkt på stryk i en 26 timmar lång match och sagt upp bekantskapen med sin gamla manager så erbjuds han chansen igen av hajen Bert Gordon (George C. Scott) mot att han får 75 % av den eventuella vinsten. Eddie måste nu välja mellan sin nyvunna kärlek till Sarah Packard (Piper Laurie) och chansen att besegra sin ärkerival, ett val som får ödesdigra konsekvenser. 

## Rollista i urval
- Paul Newman – Eddie Felson
- Jackie Gleason – Minnesota Fats
- Piper Laurie – Sarah Packard
- George C. Scott – Bert Gordon
- Myron McCormick – Charlie
- Murray Hamilton – Findley
- Michael Constantine – Big John
- Stefan Gierasch – Preacher
- Clifford Pellow – Turk
- Jake LaMotta – Max, bartender
- Gordon B. Clarke - kassör
- Alexander Rose - poängräknare
- Carolyn Coates - servitris
- Carl York Young - en fifflare
- Vincent Gardenia - bartender